# Börje Säll
Börje Säll es un deportista sueco que compitió en vela en la clase Finn. Ganó una medalla de plata en el Campeonato Europeo de Finn de 1969.

## Palmarés internacional
| Campeonato Europeo | Campeonato Europeo | Campeonato Europeo | Campeonato Europeo |
| Año                | Lugar              | Medalla            | Clase              |
| ------------------ | ------------------ | ------------------ | ------------------ |
| 1969               | Warnemünde (RFA)   | Medalla de plata   | Finn               |